# Łambinowicki Rocznik Muzealny
Łambinowicki Rocznik Muzealny – rocznik wydawany od 1974 roku. W latach 1974–1991 pismo ukazywało się pod nazwą: „Jeńcy Wojenni w Niewoli Wehrmachtu. Łambinowicki Rocznik Muzealny”. Wydawcą było Muzeum Martyrologii Jeńców Wojennych w Łambinowicach. Po przełomie politycznym 1989 r. periodyk ten zaczął prezentować również wyniki badań dotyczących losów polskich żołnierzy w niewoli radzieckiej. Od 1993 roku nazwa pisma to „Łambinowicki Rocznik Muzealny. Jeńcy Wojenni w Latach II Wojny Światowej”. Wydawcą jest Centralne Muzeum Jeńców Wojennych. Obecnie pismo to publikuje artykuły, studia, rozprawy, recenzje dotyczące wszelkich aspektów historii jeńców wojennych w okresie II wojny światowej. 
Łambinowicki Rocznik Muzealny jest indeksowany w:
- IC Journals Master List (2018 ; 2020-)

- PBN - Polska Bibliografia Naukowa

- ERIH Plus

Punktacja MNiSW:
2012
1
2012
1 (A)
2015
7
2016
7
2017
7
2018
7
2019
40
2020
40
2021
40